# Chicamán
Chicamán es un municipio del departamento de Quiché, Guatemala. Se encuentra al nororiente del departamento. Fue reconocido como municipio el 5 de enero de 1984 y antes de ser elevado a esa categoría pertenecía al municipio de Uspantán, en la región de la Franja Transversal del Norte.

## Breve descripción
Posee una rica variedad de etnias, como la mestiza/Ladina, K’iche’, Q'eqchi', Poqomchi’ y Achi. Los idiomas predominantes son el español y el poqomchi'.  
En Chicamán, se ubican importantes sitios ecoturísticos, entre los que se pueden mencionar  Tubing Chixoy, Piedra Maya Soch, el Parque Regional El Amay y San Rabinac Grande; los cuales forman parte del corredor biológico que abarca los departamentos de Quiché y Alta Verapaz.
Las marimbas, los sopladores, los petates y los artículos de cerámica, son las principales artesanías producidas en el lugar, correspondiendo éstas a determinada etnia.
Feria patronal en honor a Virgen de Concepción del 3 al 9 de diciembre. 

## Geografía física
Su topografía es montañosa y plana, cuenta con un clima templado y posee una extensión territorial de 516 km² . Los bosques forman parte del paisaje local. Su hidrología consta de ríos, vertientes, arroyos, caídas de agua, entre otros. Los meses más cálidos son marzo, abril y mayo; los más fríos son enero, febrero, noviembre y diciembre.

### Ubicación geográfica
Colinda al este con San Cristóbal Verapaz y al oeste con Uspantán.
|                                                       | Norte: Uspantán, municipio del departamento de Quiché |                                                                         |
| Oeste: Uspantán, municipio del departamento de Quiché |                                                       | Este: San Cristóbal Verapaz, municipio del departamento de Alta Verapaz |
|                                                       |                                                       |                                                                         |

## Gobierno municipal
Los municipios se encuentran regulados en diversas leyes de la República, que establecen su forma de organización, lo relativo a la conformación de sus órganos administrativos, tributos destinados para los mismos; esta legislación se encuentra dispersa en diversos niveles.  Ahora bien, que exista legislación específica para los municipios no significa que a estos no les sean aplicables las normas contenidas en otros cuerpos normativos, pues aunque se trata de entidades autónomas, las mismas se encuentran sujetas, al igual que todas las entidades de tal naturaleza, a la legislación nacional.
Específicamente, las principales leyes que rigen a los municipios en Guatemala desde 1985 son:
| N.º | Ley                                                | Descripción |
| --- | -------------------------------------------------- | --- |
| 1   | Constitución Política de la República de Guatemala | Le son aplicables diversos artículos generales de la misma, y además tiene una regulación legal específica en los artículos 253 al 262, que constituyen su base constitucional.                                                                                            |
| 2   | Ley Electoral y de Partidos Políticos              | Ley de carácter constitucional creada por la Asamblea Nacional Constituyente que aplicable a los municipios en diversos aspectos pero fundamentalmente en el tema de la conformación de sus autoridades electas, puesto que regula la manera en que se eligen y conforman. |
| 3   | Código Municipal                                   | Decreto 12-2002 del Congreso de la República de Guatemala. Tiene la categoría de ley ordinaria y contiene preceptos generales aplicables a todos los municipios, e inclusive contiene legislación referente a la creación de los municipios.                               |
| 4   | Ley de Servicio Municipal                          | Decreto 1-87 del Congreso de la República de Guatemala. Regula las relaciones entra la municipalidad y los servidores públicos en materia laboral. Tiene su base constitucional en el artículo 262 de la constitución que ordena la emisión de la misma.                   |
| 5   | Ley General de Descentralización                   | Decreto 14-2002 del Congreso de la República de Guatemala. Regula el deber constitucional del Estado, y por ende del municipio, de promover y aplicar la descentralización y desconcentración económica y administrativa.                                                  |

El gobierno de los municipios de Guatemala está a cargo de un Concejo Municipal, de conformidad con el artículo 254 de la Constitución Política de la República de Guatemala, que establece que «el gobierno municipal será ejercido por un concejo municipal». A su vez, el código municipal —que tiene carácter de ley ordinaria y contiene disposiciones que se aplican a todos los municipios de Guatemala— establece en su artículo 9 que «el concejo municipal es el órgano colegiado superior de deliberación y de decisión de los asuntos municipales […] y tiene su sede en la circunscripción de la cabecera municipal». Por último, el artículo 33 del mencionado código establece que «[le] corresponde con exclusividad al concejo municipal el ejercicio del gobierno del municipio».
El concejo municipal se integra de conformidad con lo que establece la Constitución en su artículo 254, es decir «se integra con el alcalde, los síndicos y concejales, electos directamente por sufragio universal y secreto para un período de cuatro años, pudiendo ser reelectos». Al respecto, el código municipal en el artículo 9 establece «que se integra por el alcalde, los síndicos y los concejales, todos electos directa y popularmente en cada municipio de conformidad con la ley de la materia».
Los alcaldes que ha habido en el municipio son:
| Año       | Nombre                | Obras |
| --------- | --------------------- | --- |
| 2008-2012 | Candelario Gamarro    | El 8 de marzo de 2017, el Ministerio Público y la Comisión Internacional Contra la Impunidad en Guatemala (CICIG) capturaron a la exdiputada por el Partido Patriota Emilenne Mazariegos y a su pareja, José Fernando Siliézar Mena, acusados de haber sido beneficiados por cinco proyecto por un total de quince millones de quetzales, los cuales fueron otorgados y pagados, pero nunca fueron ejecutados. Todo esto habría ocurrido durante la gestión el alcalde Candelario Gamarrio, quien también fue capturado ese día. |
| 2012-2020 | Pedro Gamarro Morales | En las elecciones de 2015 resultó reelecto el alcalde Pedro Gamarro Morales, de la Unidad Nacional de la Esperanza (UNE), pero esto produjo disturbios aparentemente dirigidos por el candidato Víctor Mos, del partido Libertad Democrática Renovada (LIDER). |